# Terry Whitmore, for Example
Terry Whitmore, for Example är en svensk svartvit dokumentärfilm från 13 april 1970 i regi av Bill Brodie och med Brodie och Hans Seiden som producenter.
Filmen handlar om den amerikanske soldaten Terry Whitmore som deseterat från Vietnamkriget och består av en enda lång intervju med honom. Filmen spelades in 1969 i Seiden & Almgren AB:s ateljé i Stockholm och premiärvisades 13 april 1970 på biografen Puck i Stockholm. Filmen var vid premiären otextad, vilket var ett resultat av brist på pengar.

### Fotnoter
1. 1 2  ”Terry Whitmore, for Example”. Svensk Filmdatabas. http://sfi.se/sv/svensk-filmdatabas/Item/?itemid=4849&type=MOVIE&iv=Basic&ref=/templates/SwedishFilmSearchResult.aspx?id%3d1225%26epslanguage%3dsv%26searchword%3dTerry+Whitmore,+for+Example%26type%3dMovieTitle%26match%3dBegin%26page%3d1%26prom%3dFalse. Läst 27 april 2013.